# Hans de Jong (illustrator)
Hendrik Maria Willem Anne (Hans) de Jong (Djember (Nederlands-Indië), 28 augustus 1914 – Den Haag, 10 maart 1958) was een Nederlandse illustrator.

## Leven en werk
De Jong studeerde aan de Koninklijke Academie van Beeldende Kunsten in Den Haag en de Rijksacademie in Amsterdam. Na zijn studie was hij werkzaam als tekenleraar in Schiedam, maar vooral als illustrator en ontwerper van klein grafiek en ex librissen.
Hij was via zijn moeder (Maria Johanna Mengelberg) een neef (oomzegger) van dirigent Willem Mengelberg en ontwerper Hans Mengelberg. De Jong ontwierp het grafmonument van Willem Mengelberg in Luzern. In zijn leven illustreerde hij tal van (kinder)boeken en vervaardigde hij meer dan veertig ex librissen.